# ホンダ・GB
GB（ジービー）は、本田技研工業が製造・販売していた単気筒エンジンを搭載するオートバイのシリーズ車種である。

## 概要
1983年に発売されたGB250クラブマンが第1弾となる。2年後の1985年にはGB400TTおよびGB500TTが発売され、同時にロケットカウルを装備したGB400TT MkIIも限定販売された。
シリーズ全車に「放射状4バルブ方式燃焼室」RFVC (Radial Four Valve Combustion Chamber) を採用しており、この機構により省燃費と高出力化を実現している。
GB250クラブマンはCB250RSの後継および発展機種に相当するため、GBシリーズは系統としてはホンダ・CB系に属する。ネーミングの由来としてEXCITING BIKE Special Vol.1「GB250」で開発関係者から語られた「当初は『CB』の商標で販売が予定されたが、上層幹部が開発途中のGBシリーズを見た時に『CBは時代の先端を進んでいくイメージ、対してこれは時代を逆行している感じだ』と述べたことからGB250クラブマンとなった。」という話が知られている。

## モデル一覧

### 250ccクラス

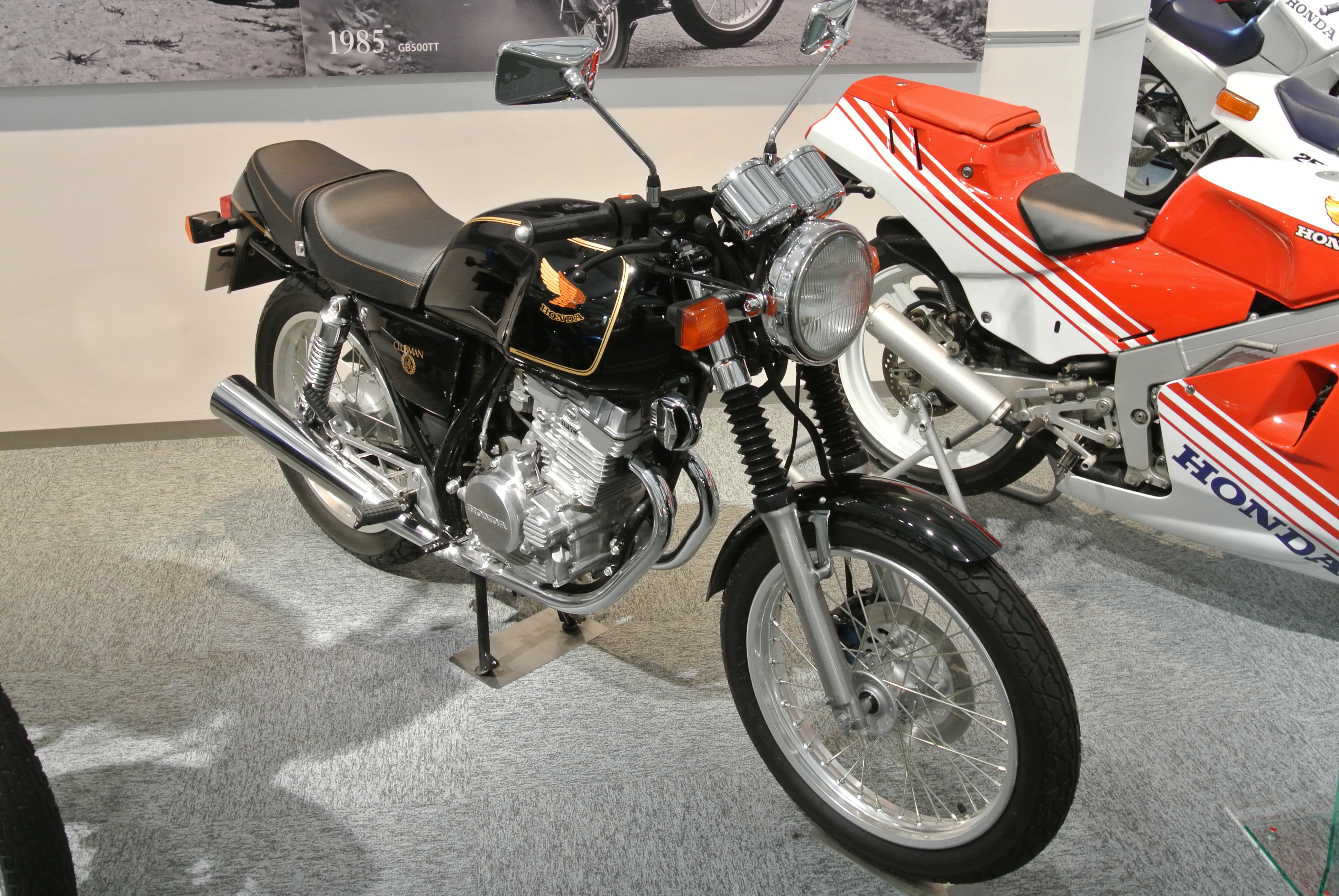
GB250CLUBMAN（1983年式）

GB250クラブマン（1983年 - 1997年）
- E型 - 1983年12月07日発売
- H型 - 1987年02月10日発売
- J型 - 1988年06月01日発売
- L型 - 1989年12月22日発売
- P型 - 1993年04月01日発売
- S型 - 1995年02月10日発売
- V型 - 1997年01月15日発売

### 350ccクラス
GB350シリーズ（2021年 - ）
デザインは「人とバイクに一体感」を追求したもので、艶消し加工を施されたタンクやサイドカバーと金属の光沢感によって抑揚をもたらされている。ハンドルが体に近い位置にあるため、乗車姿勢が自然と起き上がり、余裕のある姿勢になっている。エンジンは「空冷」「直立」「単気筒」の3つを表現し、力強く息の長い加速によって街中では軽快に走行することができる。また、「単気筒」の特徴であるエンジンの鼓動感がある。車体の振動を抑制する役割を持つバランサーが搭載されており、不快な振動だけを打ち消し、長時間の継続運転を可能にしている。マフラー音は重厚な低音と弾けるような高音を混ぜ合わせ、歯切れのいいサウンドになっている。シフトダウンをしたときにかかる急激なエンジンブレーキのショックを軽減するアシスト＆スリッパ―クラッチが搭載されており、加減速を繰り返す街中走行で疲労が軽減されやすくなっている。
装備については、すべての灯火類がLED、メーターはギアポジションや時刻、燃費などの情報をコンパクトに表示、容量15Lのタンク、つま先でシフトダウンしかかとでシフトアップするシーソーペダルとなっているが、シフトアップはほかのMT車と同じく前ペダルでも行える。

#### バリエーションごとの差違
一見すると、どちらも違いがないように見えるが、それぞれ以下のような細かな特徴がある。
GB350
安定感のあるライディングポジションで乗車できる。上質感を感じさせるブラウンカラーのシートとスチール製の前後フェンダーが装備されている。
- カラーリング
  -  キャンディークロモスフィアレッド(2021年モデルのみ)
  -  マッドパールグレアホワイト(2023年モデルに追加)
  -  マットジーンズブルーメタリック
  -  マットパールモリオンブラックメタリック

GB350 S
ライディングポジションはGB350よりもやや前かがみの姿勢となる。これは、GB350よりもハンドルを低く遠い位置に設定し絞り角を浅くしたことによる。それに合わせて、タックロール風ワディングシートが装備され、メインステップ位置を変更している。さらにリアホイールを17インチに小径化し、よりワイドなラジアルタイヤを履かせてグリップ特性と安定性の両立を図っている。このほか、小型のLEDウィンカーとリア灯火類、軽量化された樹脂製前後フェンダー、専用デザインのサイドカバー、バンク角をより深める形状のマフラーを採用し、フロントフォークブーツを標準装備している。これらの特徴により、スポーティなモデルとしてGB350と差別化している。

- カラーリング

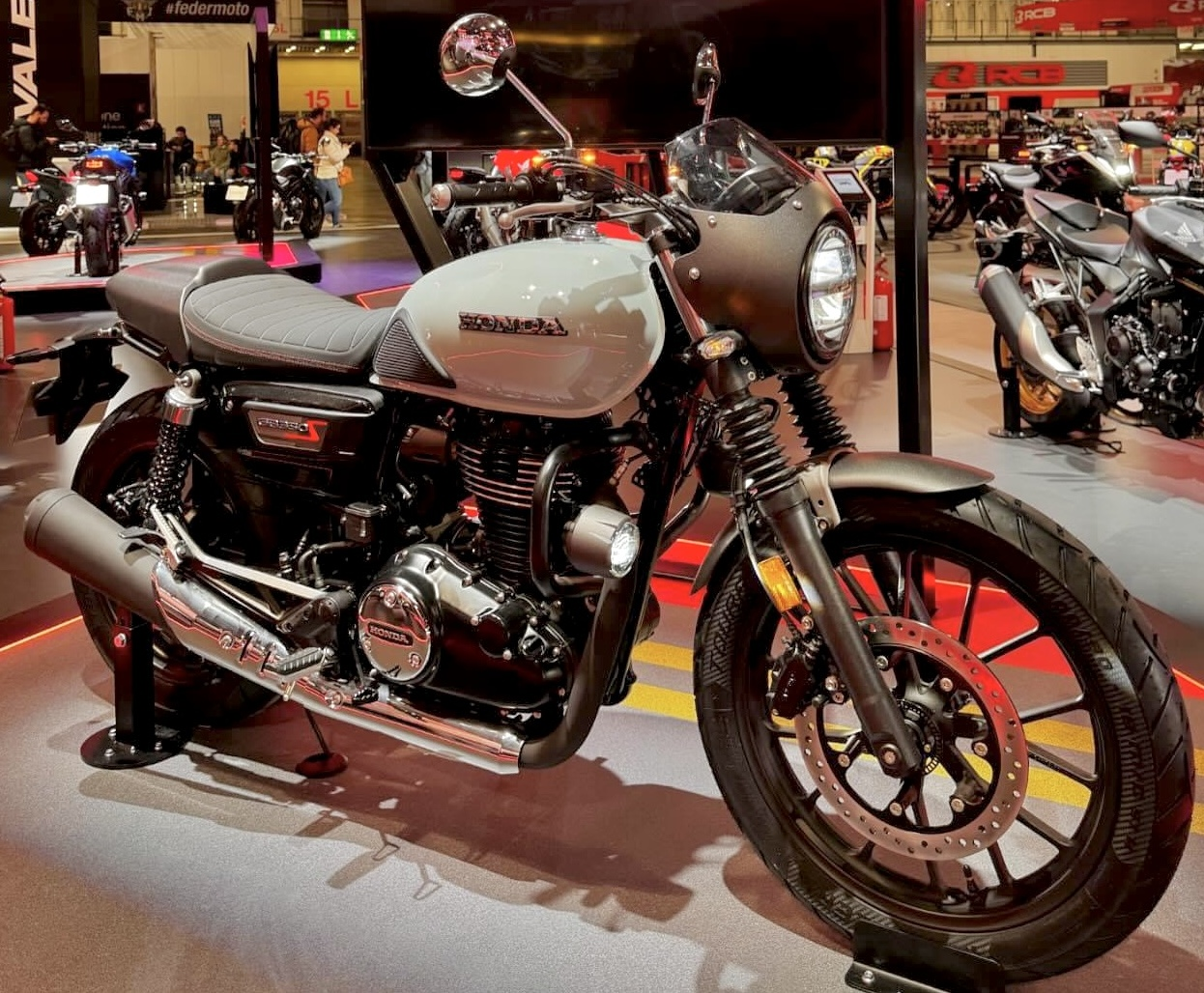
GB350 S（純正アクセサリーのヘッドライトカウルを装着）

  -  プコブルー(2023年モデルに追加)
  -  パールディープマッドグレー
  -  ガンメタルブラックメタリック

GB350 C
インドで販売されるホンダ・CB350を、日本仕様に改めて発売される。開発コンセプトを「The Standard Classical Motorcycle」とし、上の2モデルよりもクラシックで重厚な印象のデザインになっている。前後のフェンダーを大型化し、大型フロントフォークカバーと専用のヘッドライトカバー、セパレートシートを装着する。
開発に携わった笹澤裕之によると、スタンダードのハイネスCB350よりもさらにクラシックなバイクを求める声に応じる形で提案したという。マフラーやリムなどを含め、GB350と同じ外装を使っていないため全く別の見た目に仕上がっている。
2024年4月の大阪モーターサイクルショー2024にて、跨り可能なプロトタイプ車両が用意された。そして同年9月には、正式に発売されることが明かされた。なお、エンジンの仕様は変更されていない。
- カラーリング
  -  プコブルー
  -  ガンメタルブラックメタリック

| 項目＼モデル                                  | GB350 (2021年モデル) | GB350 (2023年モデル) | GB350 S                                               | GB350 C                   |
| --------------------------------------------- | -------------------- | -------------------- | ----------------------------------------------------- | ------------------------- |
| 全長×全幅×全高（mm）                          | 2,180×800×1,105      | 2,180×790×1,105      | 2,175×780×1,100                                       | 2,205×790×1,105           |
| 最低地上高（mm）                              | 166                  | 166                  | 168                                                   | 165                       |
| 重量（kg）                                    | 180                  | 179                  | 178                                                   | 186                       |
| タイヤサイズ（前）                            | 100/90-19M/C 57H     | 100/90-19M/C 57H     | 100/90-19M/C 57H                                      | 100/90-19M/C 57H          |
| タイヤサイズ（後）                            | 130/70-18M/C 63H     | 130/70-18M/C 63H     | 150/70R17M/C 69H                                      | 130/70-18M/C 63H          |
| 燃費（km/L、定地燃費値 (60 km/h、2名乗車時)） | 49.5                 | 47.0                 | 47.0                                                  | 47.0                      |
| 本体価格（税込）                              | 550,000円            | 561,000円            | 594,000円 （2021年モデル） 605,000円 （2023年モデル） | 668,800円（2025年モデル） |

※燃費の値は、国土交通省届出値・定地燃費値である。
- GB350 2021年3月30日発表、4月22日発売[7]
  - マイナーチェンジ 2023年5月26日発表、7月6日発売[8]
- GB350S 2021年3月30日発表、7月15日発売[7]
  - マイナーチェンジ 2023年5月26日発表、7月6日発売[8]
- GB350C 2024年2月22日発表[10]、10月10日発売予定[1]

### 400ccクラス
GB400TT / GB400TT MkII（1985年 - 1987年）
GB400TT（ジービー400ツーリストトロフィー）は1985年7月20日に発売された。
GB500TTと共通の車体に、500ccクラスの「PC16E型」のボア・ストロークをダウンした「NC20E型」エンジンを搭載。シングルシートを装備するMkIIや500TTと異なり、ダブルシート仕様となっている。
GB400TT MkII（ジービー400ツーリストトロフィー・マークツー）は1985年8月20日に発売された。
GB400TTをベースとした派生仕様。ロケットカウル型のハーフフェアリングとシングルシートを装備したモデルであり、それ以外の車体構成は基本的に同一である。なお、400TTは国内年間6000台予定の通常販売となっていた一方、MkIIは4000台の限定販売となっていた。
車名のTTは「ツーリスト・トロフィー」の略称であり、マン島TTレースで活躍した1960年代の英国車の雰囲気を強くイメージしたデザインとなっている。なお、ホンダは1959年に同レースに初参戦して完走を果たし、1961年には初優勝を飾っている。

### 500ccクラス
GB500TT（1985年）
GB500TTに搭載されるエンジンは、輸出用エンデューロレーサーのXR500RDで採用されたエンジンを元に、フライホイールマスの増加やセルフスターターの追加、ツインキャブからシングルキャブへの変更などを施した「PC16E型」を採用。なお、400TTでは同型のボア・ストロークをダウンした「NC20E型」エンジンを搭載している。
シングルシートを標準装備しており、タンデム使用を想定しない一人乗りである点も特徴となっている（400TT MKIIも同様にシングルシートを標準装備）。